# Cornelia Betsch
Cornelia Betsch (* 2. März 1979 in Witten als Cornelia Höhle) ist eine deutsche Psychologin und Professorin für Gesundheitskommunikation an der Universität Erfurt.

## Leben
Betsch absolvierte ihr Abitur 1998 am Carl-Benz-Gymnasium in Ladenburg. Sie ging zum Studium an die Universität Heidelberg, an der sie 2002 ein Diplom in Psychologie erhielt, bevor sie ab 2003 Mitarbeiterin an Projekten von Klaus Fiedler und Henning Plessner an den Universitäten von Heidelberg und Mannheim wurde. Ihre Promotion zum Dr. phil. erfolgte 2006 in Heidelberg mit der Dissertation Preference for intuition and deliberation–measurement and consequences of affect-and cognition based decision making. 2007 wechselte sie an die Universität Erfurt, an der sie am Center for Empirical Research in Economics and Behavioral Sciences (CEREB) tätig wurde. 2008 beförderte man sie zur Akademischen Rätin auf Zeit.
Ihre Habilitation mit der Arbeit Die Rolle von Risikowahrnehmung und Risikokommunikation bei Präventionsentscheidungen am Beispiel der Impfentscheidung erfolgte 2013 in Erfurt. Anschließend lehrte und forschte sie dort als Privatdozentin im Rang einer Akademischen Oberrätin auf Zeit.
Betsch wurde 2017 Heisenberg-Professorin für Gesundheitskommunikation an der Erfurter Universität, an der sie mit Constanze Rossmann einen Masterstudiengang zu Gesundheitskommunikation entwickelt hat. Sie forscht unter anderem im Feld Gesundheitskommunikation und zu sozialen Aspekten bei Gesundheitsentscheidungen, insbesondere im Kontext des Impfens und der Impfgegnerschaft. Dabei arbeitet sie unter anderem mit der Bundeszentrale für gesundheitliche Aufklärung, dem Robert Koch-Institut und der Weltgesundheitsorganisation zusammen. Darüber hinaus ist sie Gründerin und Mitglied des GENIA-Netzwerks (Gesundheitsforschung: Erfurter Netzwerk für interdisziplinären Austausch in Forschung, Lehre und Praxis).

## Umgang mit Impfgegnern
Einer größeren Öffentlichkeit wurde sie bekannt durch Presseinterviews und Berichterstattung zum Thema Impfgegnerschaft, zu der sie Forschung betrieben hat und als Expertin gehört wurde. Während der COVID-19-Pandemie initiierte sie das regelmäßige COVID19 Snapshot Monitoring COSMO. Die Ergebnisse flossen auch in Beratungen der Bundes- und Landesregierungen innerhalb der Coronapandemie.
Betsch engagiert sich für die Beachtung sozial- und verhaltenswissenschaftlicher Forschung auch bei der Gesetzgebung und verfasste mehrere Stellungnahmen und Diskussionspapiere zur Impfpflicht.

## Ehrungen und Auszeichnungen
- 2021 Deutscher Psychologie-Preis[13]
- 2022 Thüringer Forschungspreis für ihre Arbeiten in Zusammenhang mit der COVID-19-Pandemie[14]
- 2024 Berufung in den Deutschen Ethikrat[15]

## Werke (Auswahl)
- C.Betsch, Jan Oude-Aost, Nicola Kuhrt: Fakten-Check Impfen. Gräfe und Unzer, München 2021, ISBN 978-3-8338-7772-8.
- C. Betsch, L. Korn, P. Sprengholz, L. Felgendreff, S. Eitze, P. Schmid, R. Böhm: Social and behavioral consequences of mask policies during the COVID-19 pandemic. In: P Natl Acad Sci USA, 2020 (doi:10.1073/pnas.2011674117).
- C. Betsch, L. H. Wieler, K. Habersaat and the COSMO group: Rapid, flexible, cost-effective monitoring tool for behavioural insights related to COVID-19 across countries. In: The Lancet, 2020 (doi:10.1016/S0140-6736(20)30729-7).
- S. B. Omer, C. Betsch, J. Leask: Mandate vaccination with care. In: Nature, Band 571, Nr. 7766, 2019, S. 469–472. (doi:10.1038/d41586-019-02232-0).
- P. Schmid, C. Betsch: Effective strategies for rebutting science denialism in public discussions. In: Nature Human Behaviour. 2019, (doi:10.1038/s41562-019-0632-4).
- C. Betsch, R. Böhm, P. Schmid, L. Korn, L. Steinmeyer, D. Heinemeier, S. Eitze, N. K. Küpke: Impfverhalten psychologisch erklären, messen und verändern. In: Bundesgesundheitsblatt, 2019 (doi:10.1007/s00103-019-02900-6).
- C. Betsch, P. Schmid, D. Heinemeier, L. Korn, C. Holtmann, R. Böhm: Beyond confidence: Development of a measure assessing the 5C psychological antecedents of vaccination. In: PLOS ONE, Band 13, Nr. 12, 2018, Artikel e0208601 (doi:10.1371/journal.pone.0208601).
- C. Betsch: Advocating for vaccination in a climate of science denial. In: Nature Microbiology, Band 2, 2017, S. 17106.
- C. Betsch, R. Böhm, L. Korn, C. Holtmann: On the benefits of explaining herd immunity in vaccine advocacy. In: Nature Human Behaviour, 2017, (doi:10.1038/s41562-017-0056).
- C. Betsch, R. Böhm: Detrimental effects of introducing partial compulsory vaccination: Experimental evidence. In: European Journal of Public Health, Band 26, 2016, S. 378–381.
- mit Henning Plessner und Tilmann Betsch: Intuition in judgment and decision making. Lawrence Erlbaum, Mahwah NJ 2008, ISBN 978-0-8058-5741-2.